# Schlegel (Thüringen)
Schlegel is een dorp en voormalige gemeente in de Duitse deelstaat Thüringen, en maakt deel uit van de Saale-Orla-Kreis.
Schlegel telde 309 inwoners per 31 december 2018. Het plaatsje ligt aan de Saale (rivier).
De gemeente maakte deel uit van Verwaltungsgemeinschaft Saale-Rennsteig tot deze op 1 januari 2019 werd opgeheven en de gemeenten werden samengevoegd tot de gemeente Rosenthal am Rennsteig.
Arlas · Birkenhügel · Blankenberg · Blankenstein · Harra · Kießling · Neundorf · Pottiga · Schlegel · Seibis